# Maxillaria pterocarpa
Maxillaria pterocarpa är en orkidéart som beskrevs av João Barbosa Rodrigues. Maxillaria pterocarpa ingår i släktet Maxillaria och familjen orkidéer. Inga underarter finns listade i Catalogue of Life.